# Céline Nivert

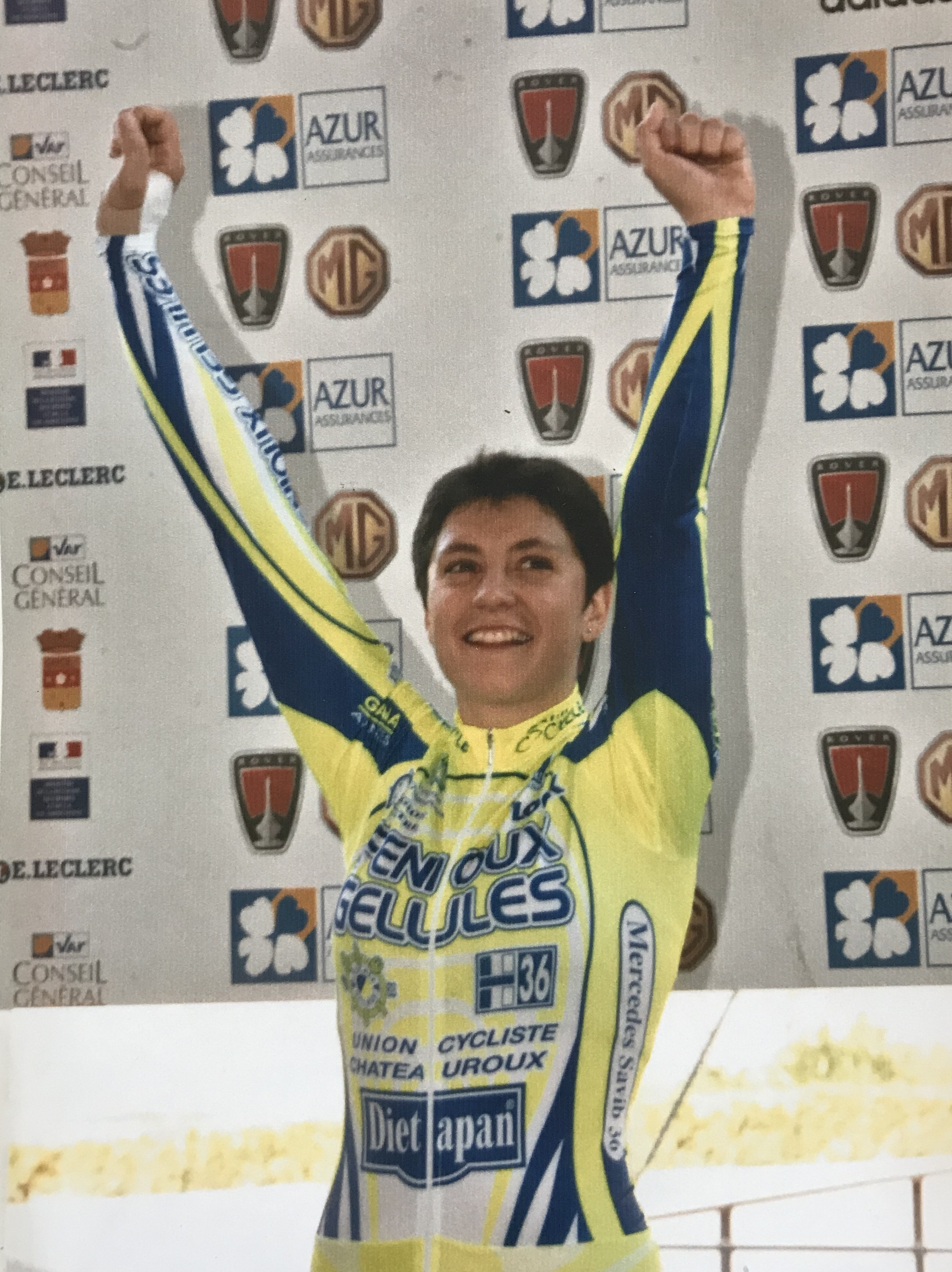
Céline Nivert

Céline Nivert, née le 1er mai 1981 à Châtellerault, est une coureuse cycliste française spécialiste de la piste.

## Palmarès

### Championnats du monde
- 1999 (juniors)
  -  Championne du monde de vitesse juniors
- 2000
  - 5e de la vitesse
  - 8e du 500 mètres
- 2001
  - 13e de la vitesse
- 2002
  - 9e du 500 mètres
  - 11e du keirin
- 2003
  - 9e du keirin
- 2005
  - 4e du keirin
  - 9e de la vitesse
  - 10e du 500 mètres
- 2006
  - 8e du 500 mètres
  - 12e du keirin
  - 13e de la vitesse

### Coupe du monde
- 2000
  - 2e du 500 mètres à Cali
  - 2e du 500 mètres à Ipoh
- 2001
  - 3e de la vitesse à Mexico
- 2002
  - 2e du keirin à Moscou
- 2003
  - Classement général du keirin
  - 1re du keirin à Aguascalientes
  - 3e du keirin à Moscou
- 2004
  - 2e de la vitesse par équipes à Moscou
  - 2e de la vitesse par équipes à Aguascalientes
  - 2e de la vitesse par équipes à Manchester

### Championnats d'Europe
- Brno 2001 (espoirs)
  -  Championne d'Europe de vitesse espoirs
- Büttgen 2002 (espoirs)
  -  Médaillée d'argent du 500 mètres espoirs
  -  Médaillée d'argent de la vitesse espoirs
- Moscou 2003 (espoirs)
  -  Médaillée de bronze du 500 mètres espoirs
  -  Médaillée de bronze de la vitesse espoirs

### Championnats de France
- 1998
  - 2e du 500 mètres juniors
  - 2e de la vitesse juniors
  - 2e de la course aux points juniors
- 1999 
  -  Championne de France du 500 mètres juniors
  - 2e de la vitesse juniors
- 2000
  - 3e du 500 mètres
  - 3e de la vitesse
- 2001
  -  Championne de France de vitesse
  - 2e du 500 mètres
- 2002
  -  Championne de France du 500 mètres
  -  Championne de France de vitesse
- 2003
  - 2e du 500 mètres
  - 2e de la vitesse
- 2004
  - 2e du 500 mètres
  - 2e de la vitesse
- 2005
  -  Championne de France du 500 mètres
  - 2e de la vitesse